# Соареле
„Соареле“ (на румънски: Soarele, в превод Слънце) е всекидневен вестник, издаван в Букурещ от 1900 година.
Вестникът служи на румънската пропаганда - подзаглавието му е орган на румънските училища и църкви в Турция (organ al şcoalelor şi bisericilor române din Turcia). Директор му е Йон Д. Арджинтяну.